# Ляполов, Виктор Михайлович
Виктор Михайлович Ляполов (1924—1966) — сержант Рабоче-крестьянской Красной Армии, участник Великой Отечественной войны, Герой Советского Союза (1945).

## Биография
Виктор Ляполов родился 16 ноября 1924 года в городе Галич (ныне — Костромская область). После окончания начальной школы работал сначала смазчиком, затем мотористом на катере. В 1942 году Ляполов был призван на службу в Рабоче-крестьянскую Красную Армию. С 1943 года — на фронтах Великой Отечественной войны. К апрелю 1945 года сержант Виктор Ляполов командовал отделением автоматчиков танкодесантной роты 36-й танковой бригады 11-го танкового корпуса 5-й ударной армии 1-го Белорусского фронта. Отличился во время Берлинской операции.
Во время боёв на подступах к Фридерсдорфу отделение Ляполова скрытно прошло в немецкий тыл и атаковало противника, вызвав в его рядах панику. В том бою отделение уничтожило около роты солдат и офицеров (сам Ляполов уничтожил 19 солдат и 2 офицера), захватило артиллерийское орудие и 2 автомашины. 24 апреля Ляполов одним из первых вошёл в Берлин и в бою уничтожил 1 противотанковое орудие и группу солдат с фаустпатронами. Во время дальнейшего продвижения к центру Берлина отделение Ляполова уничтожило ещё одну группу солдат с фаустпатронами, 9 артиллерийских орудий и 9 пулемётов.
Указом Президиума Верховного Совета СССР от 31 мая 1945 года за «образцовое выполнение заданий командования и проявленные мужество и героизм в боях с немецкими захватчиками» сержант Виктор Ляполов был удостоен высокого звания Героя Советского Союза с вручением ордена Ленина и медали «Золотая Звезда» за номером 6417.
После окончания войны Ляполов был демобилизован. Вернулся в родной город, работал водителем. Скоропостижно скончался 6 ноября 1966 года, похоронен на территории мемориала умершим в госпиталях советским бойцам и командирам на городском кладбище Галича.
Был также награждён рядом медалей.
В честь Ляполова названа улица в Галиче.